# Nicola Venchiarutti
Nicola Venchiarutti (* 2. März 1996 in Negrar) ist ein ehemaliger italienischer Radrennfahrer.

## Sportlicher Werdegang
Zur Saison 2017 wurde Venchiarutti Mitglied im Cycling Team Friuli und startete vorrangig bei Rennen des nationalen Kalenders. Als das Team 2019 eine Lizenz als UCI Continental Team erwarb, bekam er die Möglichkeit, häufiger auf internationaler Ebene zu fahren. Seinen ersten Erfolg auf de UCI Europe Tour erzielte er mit dem Gewinn der Popolarissima 2019. Es folgten ein Etappengewinn beim Giro Ciclistico d’Italia und bei der Ruota d’Oro, beides noch in der Saison 2019.
Nachdem er bereits Ende 2019 Stagaire war, erhielt Venchiarutti zur Saison 2020 einen Vertrag beim UCI ProTeam Androni Giocattoli-Sidermec. Nachdem er aufgrund der COVID-19-Pandemie in der Saison 2020 nur selten zum Einsatz gekommen war, nahm er mit dem Giro d’Italia 2021 erstmals an einer Grand Tour teil und beendete diese auf Platz 132 der Gesamtwertung.
Nach zwei Jahren für Androni Giocattoli-Sidermec ohne zählbare Erfolge erhielt Venchiarutti keinen neuen Vertrag. Daher ging er einen Schritt zurück und wurde zur Saison 2022 Mitglied im italienischen Continental Team Work Service Marchiol Vega. Nachdem er auch dort ohne nennenswerte Ergebnisse blieb und die letzten sechs Saisonrennen allesamt aufgab, beendete er nach der Saison 2023 im Alter von 27 Jahren seine Karriere als Radrennfahrer.

## Erfolge
2019
- Ruota d’Oro
- Popolarissima
- eine Etappe Giro Ciclistico d’Italia

## Grand-Tour-Platzierungen
| Grand Tour            | 2021 |
| --------------------- | ---- |
| Giro d’ItaliaGiro     | 132  |
| Tour de FranceTour    | –    |
| Vuelta a EspañaVuelta | –    |